# Reines de France et femmes illustres
De Reines de France et Femmes illustres (Nederlands: Koninginnen van Frankrijk en vermaarde vrouwen) is een serie van twintig beeldhouwwerken die sinds het midden van de 19e eeuw in de Jardin du Luxembourg in Parijs staan. De serie lijkt het vrouwelijke equivalent te zijn van de serie Hommes illustres (Nederlands: Vermaarde mannen) in het Palais du Louvre die rond dezelfde tijd werd opgezet.

## Karakteristieken
De serie Reines de France et Femmes illustres bestaat uit twintig standbeelden die op het pad staan langs de bloemperken en de grote vijver voor het Palais du Luxembourg. Hoewel ieder standbeeld door een andere beeldhouwer is gemaakt, zijn ze wel alle twintig gemaakt volgens eenzelfde stramien: een 'portret ten voeten uit' van een vrouw uit de Franse geschiedenis gemaakt in wit marmer. Ieder standbeeld is tussen de 2,30 en 3,80 meter hoog en staat op een stenen sokkel met daarop de naam, de titel en de geboorte- en sterfdata.

## Geschiedenis
De Jardin du Luxembourg is in 1612 opgezet door Maria de' Médici, destijds regentes van Frankrijk. Sinds 1799 zit de Franse senaat in het Palais du Luxembourg. Aan het begin van de 19e eeuw werden diverse aanpassingen aan dat gebouw gedaan. Vanaf 1836 wordt de vergaderzaal vergroot waardoor de bloemperken zo'n dertig meter verplaatst moeten worden. De verweerde standbeelden die in de Jardin du Luxembourg stonden, werden vervangen door een serie beelden van vrouwen. Lodewijk Filips I, die van 1830 tot 1848 aan de macht was, maakte de keuze van welke vrouwen een standbeeld werd gemaakt. Het grootste deel van de beelden werd rond 1843 besteld; aan ieder beeld werd 12.000 Franse Franken besteed. En ieder beeld werd op de Parijse salon van 1847 of 1848 tentoongesteld voordat het werd onthuld.
Het beeld van Jeanne d'Arc door François Rude was te fragiel om in de buitenlucht tentoongesteld te blijven en in 1872 werd het verplaatst naar het Louvre. De Franse Staat bestelde in 1874 voor 7.000 Franse Franken een vervangend standbeeld aan Ferdinand Taluet. Dit beeld van Margaretha van Anjou werd in 1877 geïnstalleerd en op de salon van 1895 gepresenteerd.
In 2014 wijdde Jean Echenoz een van zijn vertellingen – Vingt femmes dans le jardin du Luxembourg et dans le sens des aiguilles d’une montre aan de beelden in de Jardin du Luxembourg.

## Standbeelden
Onderstaande lijst beschrijft de twintig beelden, beginnend in het noordoosten en vervolgens met de klok meegaand.
| Persoon | Beeldhouwer                  | Datum | Foto | Naamplaat | Coördinaten                   |
| --- | ---------------------------- | ----- | ---- | --------- | ----------------------------- |
| Bathildis (v. 630-680) Regentes van Frankrijk                                                                   | Victor Thérasse              | 1848  |      |           | 48° 50′ 51″ NB, 2° 20′ 17″ OL |
| Bertrada van Laon (720-783) Koningin van Frankrijk                                                              | Eugène Oudiné                | 1848  |      |           | 48° 50′ 50″ NB, 2° 20′ 17″ OL |
| Mathilde van Vlaanderen (1031-1083) Hertogin van Normandië                                                      | Jean-Jacques Elshoecht       | 1848  |      |           | 48° 50′ 50″ NB, 2° 20′ 18″ OL |
| Geneveva van Parijs (423-512) Beschermvrouwe van Parijs                                                         | Michel-Louis Victor Mercier  | 1845  |      |           | 48° 50′ 50″ NB, 2° 20′ 19″ OL |
| Maria I van Schotland (1542-1587) Koningin van Frankrijk                                                        | Jean-Jacques Feuchère        | 1846  |      |           | 48° 50′ 48″ NB, 2° 20′ 19″ OL |
| Johanna van Albret (1528-1572) Koningin van Navarra                                                             | Jean-Louis Brian             | 1848  |      |           | 48° 50′ 47″ NB, 2° 20′ 18″ OL |
| Clémence Isaure Legendarische oprichtster van de Académie des Jeux floraux                                      | Auguste Préault              | 1848  |      |           | 48° 50′ 47″ NB, 2° 20′ 17″ OL |
| Anne Marie Louise van Orléans (1627-1693) Hertogin van Montpensier                                              | Camille Demesmay             | 1848  |      |           | 48° 50′ 46″ NB, 2° 20′ 16″ OL |
| Louise van Savoye (1476-1531) Regentes van Frankrijk                                                            | Auguste Clésinger            | 1851  |      |           | 48° 50′ 45″ NB, 2° 20′ 16″ OL |
| Jeanne d'Arc (1412-1431) Heldin (verplaatst naar het Louvre in 1872)                                            | François Rude                | 1852  |      |           |                               |
| Margaretha van Anjou (met haar zoon Edward) (1429-1482) Koningin van Engeland (als vervanging van Jeanne d'Arc) | Ferdinand Taluet             | 1877  |      |           | 48° 50′ 45″ NB, 2° 20′ 16″ OL |
| Laure de Noves (1307-1348)                                                                                      | Auguste Ottin                | 1848  |      |           | 48° 50′ 45″ NB, 2° 20′ 11″ OL |
| Maria de' Médici (1573-1642) Koningin van Frankrijk                                                             | Louis-Denis Caillouette      | 1847  |      |           | 48° 50′ 46″ NB, 2° 20′ 11″ OL |
| Margaretha van Valois (1492-1549) Koningin van Navarra                                                          | Joseph-Stanislas Lescorné    | 1848  |      |           | 48° 50′ 46″ NB, 2° 20′ 11″ OL |
| Valentina van Milaan (1370-1408) Hertogin van Orléans                                                           | Victor Huguenin              | 1846  |      |           | 48° 50′ 47″ NB, 2° 20′ 11″ OL |
| Anna van Beaujeu (1460-1522) Regentes van Frankrijk                                                             | Jacques-Édouard Gatteaux     | 1847  |      |           | 48° 50′ 48″ NB, 2° 20′ 10″ OL |
| Blanca van Castilië (1188-1252) Koningin van Frankrijk                                                          | Auguste Dumont               | 1848  |      |           | 48° 50′ 48″ NB, 2° 20′ 9″ OL  |
| Anna van Oostenrijk (1601-1666) Koningin van Frankrijk                                                          | Joseph Marius Ramus          | 1847  |      |           | 48° 50′ 50″ NB, 2° 20′ 9″ OL  |
| Anna van Bretagne (1477-1514) Koningin van Frankrijk                                                            | Jean-Baptiste Joseph Debay   | 1846  |      |           | 48° 50′ 51″ NB, 2° 20′ 10″ OL |
| Margaretha van Provence (1219-1295) Koningin van Frankrijk                                                      | Honoré Husson                | 1847  |      |           | 48° 50′ 51″ NB, 2° 20′ 11″ OL |
| Clothilde (480-545) Koningin van Frankrijk                                                                      | Jean-Baptiste-Jules Klagmann | 1847  |      |           | 48° 50′ 52″ NB, 2° 20′ 11″ OL |